# Korallenmöwe

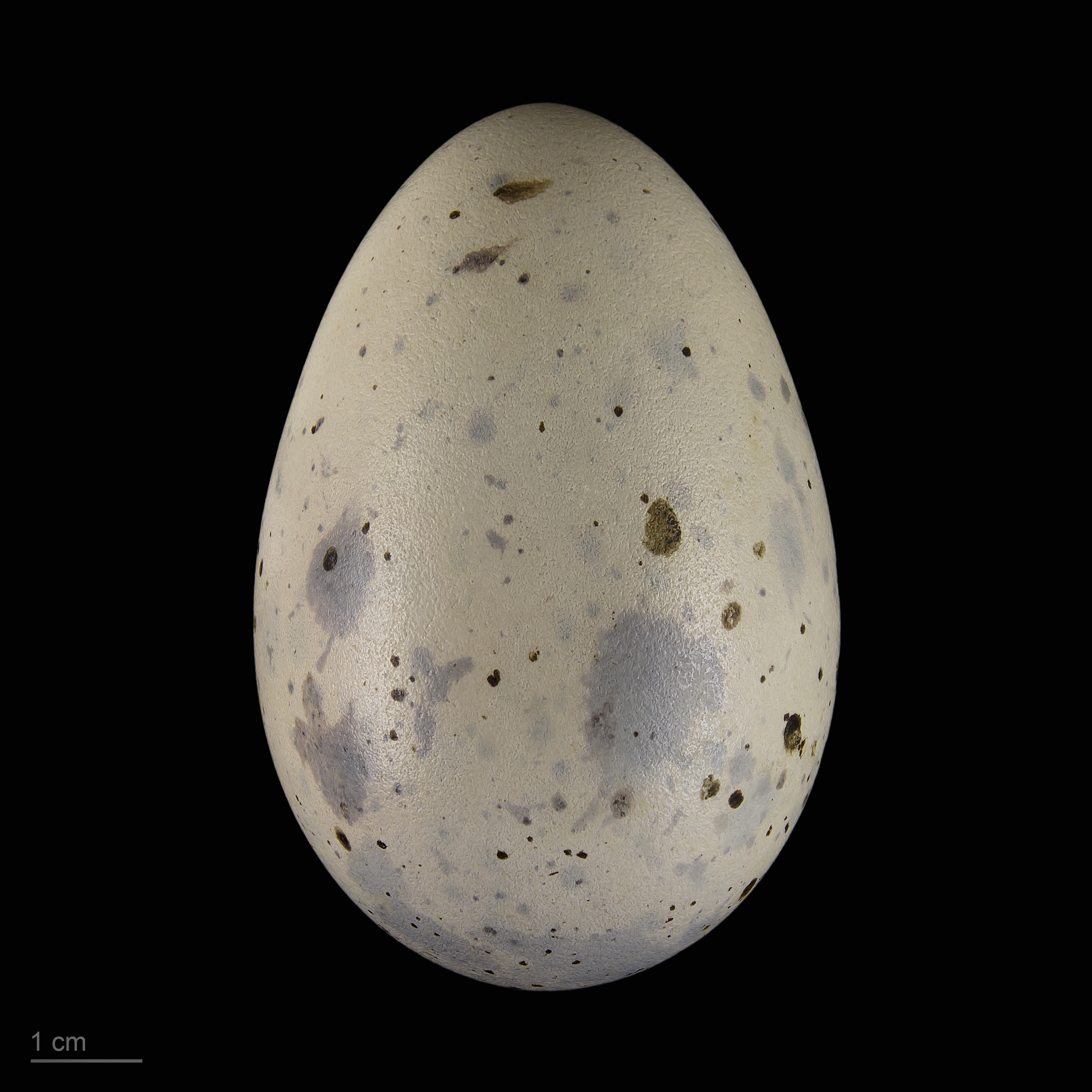
Ichthyaetus audouinii

Die Korallenmöwe (Ichthyaetus audouinii, Syn.: Larus audouinii) ist eine Möwenart mit einer Brutpopulation von ungefähr 15.000 Paaren, die auf den Mittelmeerraum beschränkt ist.

## Merkmale
Korallenmöwen sind mit einer Körperlänge von 51 cm mittelgroße Möwen. Sie sind an Kopf, Hals und Unterseite sowie Schwanz weiß, der Rücken und die Oberseite der Flügel sind hellgrau. Der Schnabel ist korallenrot mit einem schwarzen Ring nahe der gelben Spitze, ihre Füße sind dunkelolivgrün. Aus der Ferne wirken Augen, Schnabel und Füße schwarz, und obwohl der Größe nach näher an einer Silbermöwe (Larus argentatus), wirkt die Art doch deutlich leichter gebaut und eleganter, insgesamt im Habitus eher einer großen Sturmmöwe (Larus canus) ähnlich.

## Vorkommen
Die Brutstätten der Korallenmöwe befinden sich in felsigen Steilhängen oder auf vorgelagerten Riffen, mit Ausnahme der Kolonie im Ebrodelta in Spanien, die sich auf einem salzigen und sandigen Küstenabschnitt befindet.
Die wichtigsten Kolonien (ca. 90 % der ganzen Population) befinden sich in geschützten Gebieten, z. B. in den Salinen von Torrevieja, wo rund 2.100 Brutpaare leben. Die Überwinterungsgebiete der Korallenmöwe sind wenig bekannt und umfassen Algerien, Mauretanien, Marokko und Senegal.
Korallenmöwen brüten in Algerien, Frankreich, Griechenland, Italien, Marokko, Spanien, Tunesien und der Türkei. Die nördlichste Kolonie ist auf der Insel Gorgona im Tyrrhenischen Meer vor Livorno.
Im April 2022 wurde eine Korallenmöwe erstmals in Österreich gesichtet. Gewöhnlich lebt diese Art jedoch nahe einem Meer. Der Tiroler Beobachter konnte ein (oder das) Exemplar bei Angath und Kirchbichl im Stauraum des Inns oberhalb des Kraftwerks Kirchbichl fotografieren.

## Ernährung
Der Speiseplan der Korallenmöwe umfasst überwiegend Fisch, aber auch andere Vögel oder Pflanzensamen.

## Fortpflanzung
Korallenmöwen brüten in Kolonien, deren Stärke sich zwischen wenigen und tausend Paaren bewegt. Die Brut erfolgt ziemlich regelmäßig in bestimmten Gebieten. Neue Kolonien treten manchmal auf, wie es auch im Ebrodelta geschehen ist. Dort wuchs die Kolonie von 36 (1981) auf 9400 Paare (1994).

## Gefährdung und Schutz

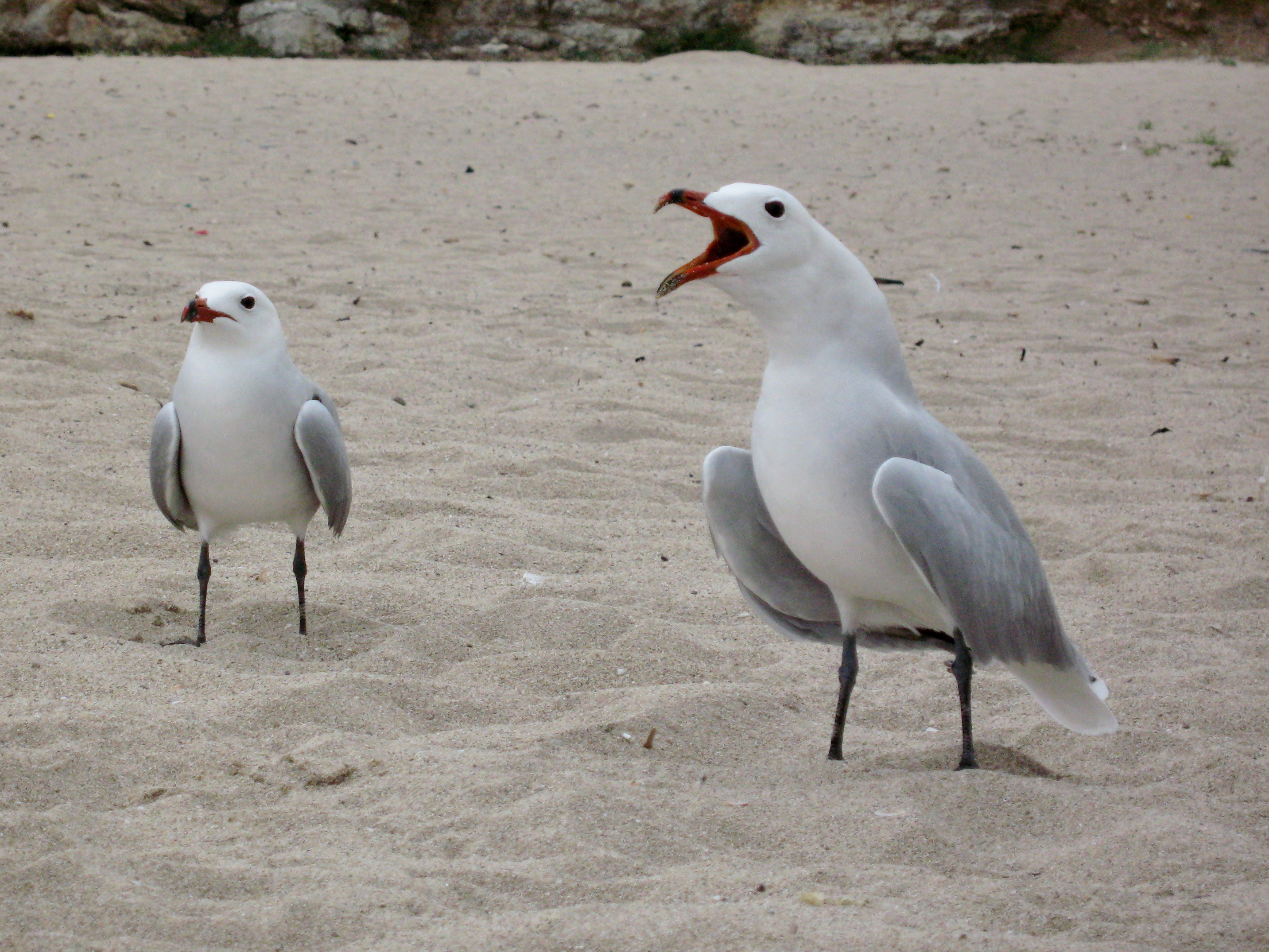
Korallenmöwen auf Mallorca

Wegen des Populationszuwachses im westlichen Mittelmeerraum in den letzten 20 Jahren wird die Art heute als gesichert betrachtet.
Mittelmeermöwen (Larus michahellis) können verantwortlich für hohe Verluste des Nachwuchses und die Nestzerstörung der Korallenmöwen sein, aber das passiert nicht in allen Kolonien oder in allen Jahren.
Die Lebensräume der Korallenmöwe werden vor allem durch den Tourismus zerstört. Sie werden durch Hotels und Lärm von ihren Brutplätzen ferngehalten. Am schlimmsten macht sich das auf den Balearen bemerkbar. Die Brutzeit fällt dort mit der Hochsaison der Touristen zusammen und durch die leichte Erreichbarkeit vieler Kolonien werden sie oft von unvorsichtigen Touristen heimgesucht.

## Etymologie und Forschungsgeschichte
Die Erstbeschreibung der Korallenmöwe erfolgte 1826 durch Charles Payraudeau unter dem wissenschaftlichen Namen Larus audouinii. Das Verbreitungsgebiet der Art schrieb er Sardinien und Korsika zu. 1829 führte Johann Jakob Kaup die neue Gattung Ichthyaetus ein. Der Gattungsname leitet sich vom griechischen ιχθυς ikhthys für „Fisch“ und αετος aetos für „Adler“ zusammen. Der Artname ist Payraudeaus Freund Jean Victor Audouin (1797–1841) gewidmet.